# Françoise Mbango Etone
Françoise Mbango Etone (ur. 14 kwietnia 1976 w Jaunde) – kameruńska lekkoatletka, uprawiająca trójskok, dwukrotna złota medalistka olimpijska. W 2010 zmieniła obywatelstwo na francuskie, jednak dopiero od kwietnia 2012 może reprezentować ten kraju w międzynarodowych zawodach rangi mistrzowskiej.
W 1999 roku zdobyła srebrny medal w skoku w dal oraz złoto w trójskoku podczas igrzysk afrykańskich. W swoim olimpijskim debiucie (Sydney 2000) zajęła 10. miejsce w trójskoku, a sztafeta 4 x 100 metrów z jej udziałem odpadła w eliminacjach. Na mistrzostwach świata w Edmonton (2001) i Paryżu (2003) zdobyła srebrne medale w trójskoku, w której to konkurencji odnosiła najważniejsze sukcesy międzynarodowe. Zwyciężczyni pucharu świata (2002). Halowa wicemistrzyni świata (2003. Medalistka igrzysk wspólnoty narodów. Zwyciężczyni Światowego Finału IAAF (2004). Złota medalistka Igrzysk Olimpijskich w Atenach, jej zwycięstwo w finale olimpijskim było niespodzianką, gdyż zakwalifikowała się do niego z dziewiątym wynikiem (14,61 m). Mistrzostwo olimpijskie obroniła cztery lata później, wygrywając w Pekinie, osiągając wynik 15,39 m, jest to trzeci wynik w historii kobiecego trójskoku, a także rekord Afryki.

## Rekordy życiowe
| Konkurencja       | Data             | Miejsce      | Czas   | Wiatr    | Uwagi           |
| ----------------- | ---------------- | ------------ | ------ | -------- | --------------- |
| bieg na 100 m     | 2000             | ?            | 11,5h? | ?        |                 |
| skok w dal        | 16 września 1999 | Johannesburg | 6,55   | +1,3 m/s | Rekord Kamerunu |
| skok w dal (hala) | 1 lutego 2003    | Mondeville   | 6,13   |          | Rekord Kamerunu |
| trójskok          | 17 sierpnia 2008 | Pekin        | 15,39  | +0,5 m/s | OR, AR          |
| trójskok (hala)   | 15 marca 2003    | Birmingham   | 14,88  |          | Rekord Kamerunu |